# Caminhão de gás

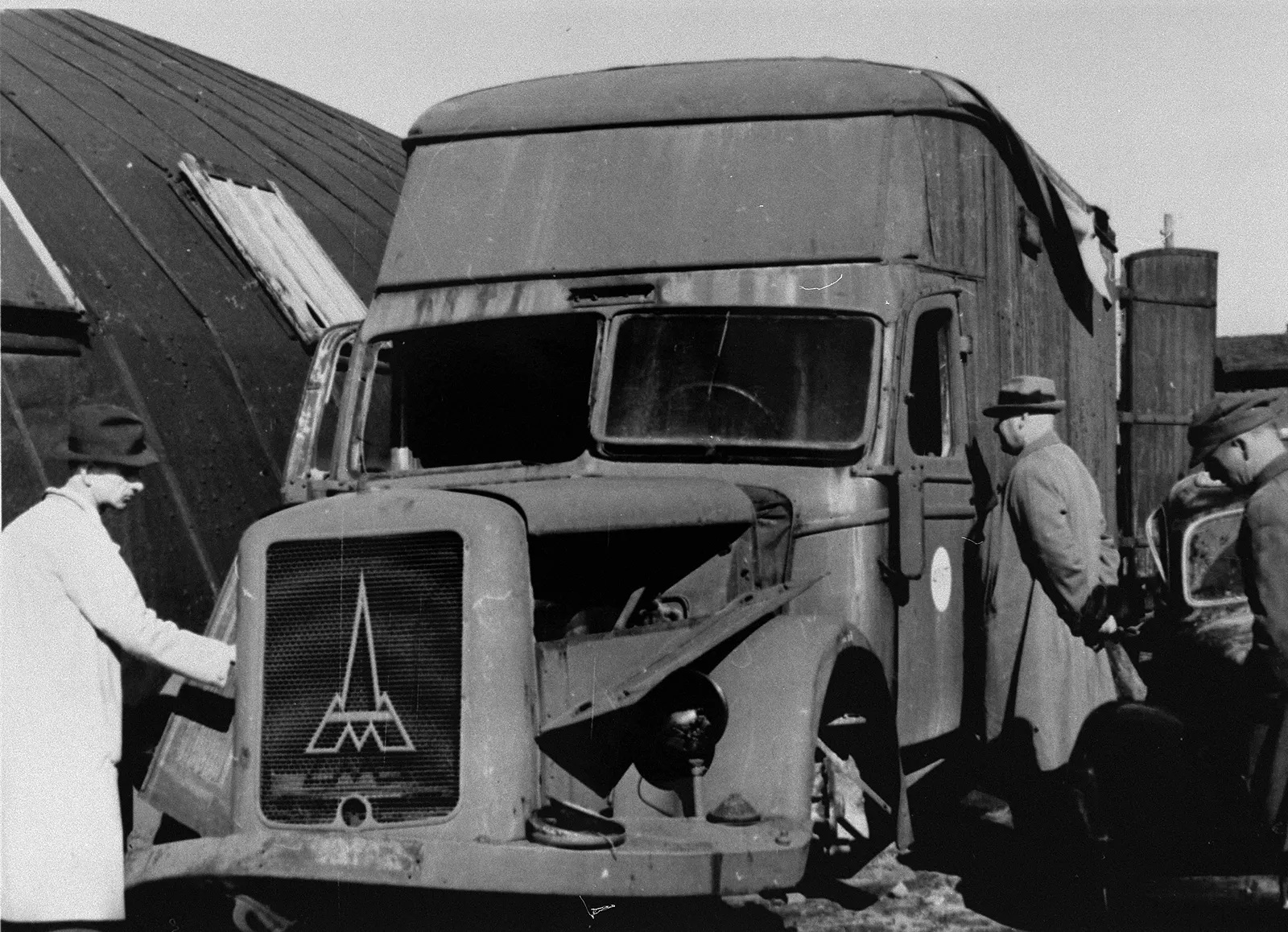
Caminhão de gás em Chełmno

Caminhão de gás, Carrinha de gás ou Vagão de gás (em alemão:  Gaswagen) foi um método de extermínio usado pela Alemanha Nazista.
Na Alemanha Nazista, as vítimas eram gaseadas com monóxido de carbono. Foi muito utilizado no campo de concentração de Chełmno até à criação das câmaras de gás.